# Nannostomus mortenthaleri
Nannostomus mortenthaleri is een straalvinnige vissensoort uit de familie van de slankzalmen (Lebiasinidae). De wetenschappelijke naam van de soort is voor het eerst geldig gepubliceerd in 2001 door Paepke & Arendt.